# Struttura del capitale
In finanza aziendale ed economia finanziaria, la struttura del capitale (in inglese, capital structure) definisce il modo in cui un'impresa finanzia i propri investimenti tramite una qualche combinazione di debito, capitale di rischio (o equity, con voce inglese) o titoli finanziari di natura mista. La struttura del capitale è dunque la composizione o, appunto, "struttura", del capitale finanziario dello stato patrimoniale di un'impresa. Ad esempio, un'impresa il cui capitale è costituito per 20 milioni di euro da capitale di rischio e 80 milioni di euro di debito sarà per il 20% equity financed (finanziata tramite capitale di rischio) e per l'80% debt financed (finanziata tramite debito); il rapporto tra il debito di un'impresa e il suo capitale, in questo caso l'80%, è detto leva finanziaria (in inglese financial leverage). L'attività di studio e bilanciamento delle fonti di finanziamento per il capitale di un'azienda/società si chiama strutturazione del capitale (in inglese capital structuring, il contraltare del capital budgeting). Queste due attività sono alla base della corporate finance.
La teoria economica ha studiato formalmente le scelte di finanziamento delle imprese a partire da un noto lavoro di Modigliani e Miller del 1958. La scelta di una data fonte di finanziamento – risorse generate internamente all'azienda, debito, capitale di rischio – determinerà la struttura del capitale. L'attenzione della teoria economica è incentrata non tanto su quale o quali modalità di finanziamento risultino più convenienti, quanto sul perché del comportamento delle imprese concretamente osservato – in altre parole, l'approccio della teoria economica è in questo contesto positivo, e non normativo.
Il capital structuring viene talvolta usato come sinonimo di "financial planning": per quanto di fatto sia una pianificazione finanziaria, "capital structuring" è un termine più preciso, mentre "financial planning" si può riferire sia alle corporate finance, sia alla finanza personale in quanto è generico.

## Teorie della struttura del capitale

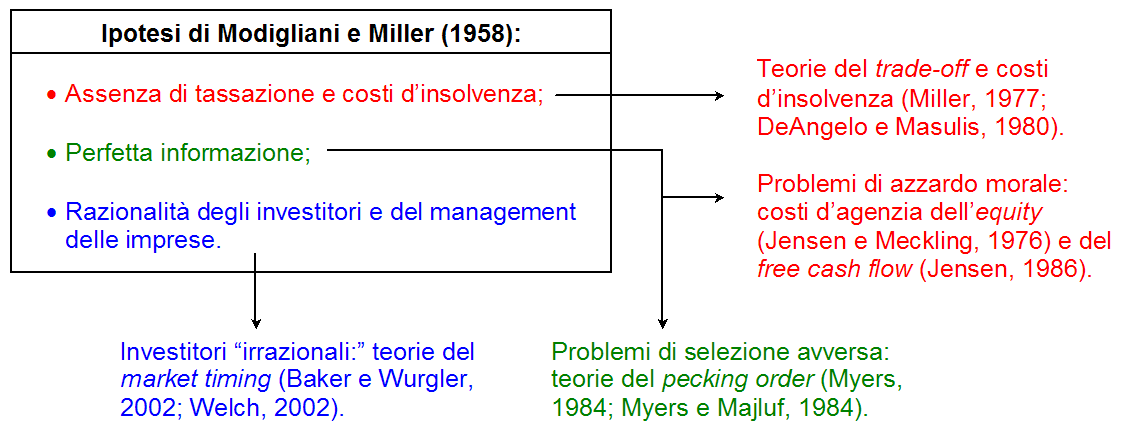
Schema di riepilogo delle teorie della struttura del capitale; ciascuna teoria può essere derivata a partire da una violazione di una delle ipotesi originali di Modigliani e Miller (1958). Le didascalie in carattere di colore rosso corrispondono a teorie del trade-off, quelle in verde a teorie del pecking order, quelle in blu alle teorie del market timing.

Lo studio della struttura del capitale ha inizio con il lavoro di Modigliani e Miller (1958), che giunge a una conclusione di irrilevanza della struttura del capitale (ossia la proposizione in base alla quale cambiamenti nella struttura del capitale non creerebbero valore per le imprese), sotto ipotesi ideali circa l'assenza di frizioni nei mercati finanziari. La rimozione di tali ipotesi semplificatrici ha dato luogo a due filoni classici di teorie della struttura del capitale:
- Teorie del trade-off, che concludono che esiste, per ciascuna impresa, una struttura ottimale del capitale;
- Teorie del pecking order, in generale basate sulla rimozione dell'ipotesi di perfetta informazione alla base del risultato di Modigliani e Miller, che concludono che, in presenza di asimmetrie informative tra i manager delle imprese e il mercato, le imprese troveranno più conveniente ricorrere a forme di finanziamento il cui valore è meno sensibile rispetto all'informazione oggetto dell'asimmetria informativa.

Una linea di ricerca più recente, fondata sui risultati della finanza comportamentale, è relativa all'ipotesi del market timing, in base alla quale le imprese ricorrerebbero alla forma di finanziamento più conveniente in un dato momento, sulla base di preferenze "irrazionali" degli investitori; ad esempio, emetterebbero azioni allorché il prezzo di mercato delle azioni è superiore a una loro valutazione "razionale", e viceversa ricorrerebbero al debito quando le azioni sono sottovalutate dal mercato.
Le diverse teorie della struttura del capitale non sono in generale considerate mutuamente esclusive. Poiché ciascuna teoria si fonda sulla rimozione di una particolare ipotesi del risultato originale di irrilevanza della struttura del capitale di Modigliani e Miller, e nella pratica è verosimile che diverse ipotesi siano al contempo violate, è lecito attendersi che i fatti osservati empiricamente risultino da una combinazione dei diversi effetti evidenziati dalle varie teorie. Obiettivo della ricerca sulla struttura del capitale delle imprese è determinare di quanto riscontro goda ciascuna teoria dal punto di vista empirico, nonché verificare quale o quali teorie producano gli effetti economicamente più rilevanti, e sotto quali condizioni.
La finalità delle diverse teorie di seguito illustrate non è suggerire alle imprese modi per finanziare i loro investimenti in modo più economico — più formalmente, le teorie della struttura del capitale non hanno una funzione normativa. Le teorie della struttura del capitale hanno, per contro, una funzione positiva, ossia cercano di descrivere accuratamente il comportamento delle imprese, e di far luce sui meccanismi che ne guidano le scelte.

### Teorema di Modigliani-Miller e irrilevanza della struttura del capitale
La ricerca in ambito economico sulla struttura del capitale nasce con un noto lavoro di Franco Modigliani e Merton Miller del 1958, in cui si formula la più semplice versione del teorema di Modigliani-Miller. Questo risultato è di norma considerato puramente teorico, in quanto deriva da ipotesi difficilmente verificate in realtà sulle condizioni alla base delle decisioni di un'impresa riguardo alla struttura del capitale. Il risultato di Modigliani-Miller afferma che, in un mercato privo di frizioni, il valore di un'impresa è indipendente dalla sua struttura del capitale. Una conclusione di questo tipo è utile per studiare le condizioni sotto le quali la struttura del capitale è in effetti rilevante, ossia quali delle ipotesi di Modigliani-Miller devono essere violate allorché la struttura del capitale influisce sul valore di un'impresa.
Al fine di illustrare il teorema di Modigliani-Miller, si supponga un mercato finanziario caratterizzato da assenza di qualsiasi tipo di frizioni (informazione perfetta e simmetrica tra tutti gli operatori del mercato, assenza di costi di transazione e di default sul debito, assenza d'imposte). Si ipotizzi inoltre che le imprese e gli investitori individuali siano in grado di prendere somme di denaro a prestito allo stesso tasso d'interesse.

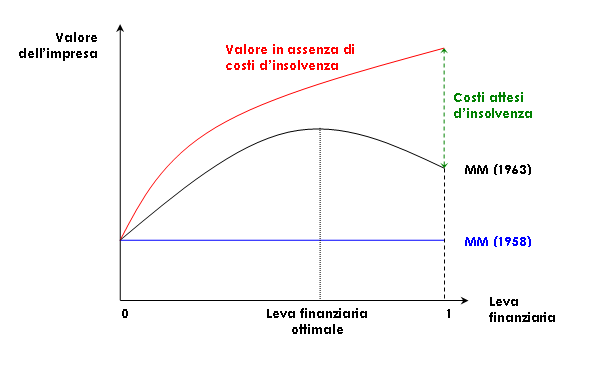
Illustrazione della relazione tra valore dell'impresa e leva finanziaria proposta da Modigliani e Miller (1963). Al crescere della leva finanziaria, aumentano i benefici fiscali del debito (curva crescente in rosso). Al contempo, tuttavia, crescono i costi attesi d'insolvenza. Il trade-off tra benefici fiscali e costi attesi d'insolvenza dà luogo a un valore della leva finanziaria che massimizza il valore dell'impresa.

Modigliani e Miller, sulla base di tali ipotesi, ottengono due risultati:
1. Il valore di un'impresa è indipendente dalla struttura del suo capitale: intuitivamente, non si può modificare la dimensione della torta tagliandola in pezzi di misure differenti;
2. Il costo del capitale di rischio (equity) di un'impresa con debito è uguale a quello di un'impresa priva di debito, più un premio per il rischio finanziario. In altri termini, aumentando la leva finanziaria, da un lato si modifica la distribuzione del rischio finanziario tra le diverse classi di investitori (azionisti e creditori dell'impresa); d'altro canto tuttavia il rischio associato all'impresa nel complesso risulta invariato, così che non si crea alcun valore aggiuntivo.

Nel loro lavoro del 1963, Modigliani e Miller estendono il loro teorema, includendo il caso in cui siano presenti imposte sul reddito delle imprese. In questo caso, dal momento che i pagamenti degli interessi sul debito sono deducibili, la presenza di debito di finanziamento creerebbe valore per l'impresa. Portando questo ragionamento alle sue estreme conseguenze, se ne dovrebbe dedurre che le imprese dovrebbero finanziare interamente i propri investimenti tramite debito, senza alcun capitale di rischio. Modigliani e Miller osservano tuttavia come la presenza di debito incrementi il rischio d'insolvenza; il trade-off tra i benefici fiscali del debito e i costi d'insolvenza anticipati darebbe luogo a una struttura del capitale ottimale. Questa conclusione apre la strada a una serie di teorie della struttura del capitale note come teorie del trade-off.

#### Il modello di Miller (1977)
In un noto lavoro del 1977, Merton Miller cerca di riscattare l'intuizione originale del risultato da lui ottenuto con Modigliani nel 1958, ossia l'irrilevanza della struttura del capitale. Basandosi su un'argomentazione di equilibrio economico generale, mostra come, dato l'equilibrio del mercato del capitale di rischio o equity, il mercato del debito raggiunge un livello di equilibrio del tasso d'interesse tale che il guadagno in termini di valore derivante a un'impresa da un qualsiasi livello di debito è nullo. Sarebbe lecito a questo punto domandarsi perché, dal momento che non vi sarebbe, sulla base dell'argomentazione di Miller, nessun vantaggio dal debito, nella pratica le imprese abbiano strutture del capitale anche molto diverse. La spiegazione proposta da Miller è nota come argomentazione della mutazione neutrale: l'adozione di una data struttura del capitale, non danneggiando né avvantaggiando un'impresa, può essere paragonata a quel che sarebbe una mutazione avente analoghe proprietà nel contesto della teoria dell'evoluzione nella biologia. In altre parole, non essendoci una struttura del capitale "preferita", o in qualche senso ottimale, nella pratica è lecito aspettarsi una gran varietà di strutture del capitale.
Miller ottiene il suo risultato come segue. In primo luogo, si osservi che, se la presenza di debito apporta un qualche beneficio al valore dell'impresa, il valore così creato deve essere, in base a un'argomentazione di non arbitraggio, tale che:
{\displaystyle V_{\mathrm {L} }=V_{\mathrm {U} }+rB\left[1-{\frac {(1-\tau _{\mathrm {C} })(1-\tau _{\mathrm {PS} })}{1-\tau _{\mathrm {PB} }}}\right]}
dove, seguendo la notazione di Miller, {\displaystyle V_{\mathrm {L} }} denota il valore dell'impresa con debito del teorema di Modigliani-Miller, {\displaystyle V_{\mathrm {U} }} quello della sua controparte priva di debito, {\displaystyle B} denota il valore nominale del debito dell'impresa, e {\displaystyle \tau _{\mathrm {C} }}, {\displaystyle \tau _{\mathrm {PS} }} e {\displaystyle \tau _{\mathrm {PB} }} denotano le aliquote d'imposizione fiscale sul reddito d'impresa e sui redditi personali (dell'investitore marginale) derivanti da guadagno in conto capitale e sul reddito derivante dalla ricezione di pagamenti d'interessi sul debito d'impresa, rispettivamente. L'espressione sopra può essere ottenuta tramite una classica argomentazione di non arbitraggio; il flusso di cassa che l'azionista dell'impresa con debito riceve sarà, dato un livello di profitto {\displaystyle X} dell'impresa stessa:
{\displaystyle \ (X-rB)(1-\tau _{\mathrm {C} })(1-\tau _{\mathrm {PS} })}
Per replicare questo flusso di cassa, è sufficiente acquistare una stessa quota dell'impresa priva di debito (ottenendo così {\displaystyle X(1-\tau _{\mathrm {C} })(1-\tau _{\mathrm {PS} })}) e prendere a prestito una cifra pari a:
{\displaystyle B{\frac {(1-\tau _{\mathrm {PB} })-(1-\tau _{\mathrm {C} })(1-\tau _{\mathrm {PS} })}{1-\tau _{\mathrm {PB} }}}}
(non semplicemente il valore nominale del debito {\displaystyle B}, dal momento che i pagamenti di interessi sono deducibili). Combinando i due valori, si ottiene l'espressione di sopra.

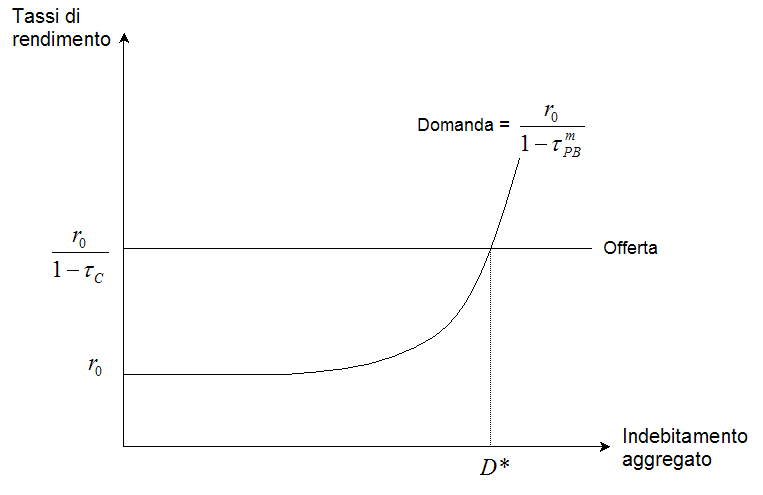
Illustrazione dell'equilibrio del mercato dei titoli di debito nel modello di Miller (1977). La curva di domanda di titoli di debito è la curva crescente, tale che il tasso di rendimento domandato, in corrispondenza di ciascuna quantità di debito sul mercato, è pari a ; per qualunque quantità di debito, le imprese offrono un rendimento pari a. Condizione di equilibrio è dunque che:, ossia che la domanda di titoli di debito uguagli l'offerta. Sostituendo questo risultato all'interno dell'espressione ottenuta da Miller per i benefici fiscali del debito, si ottiene come — sotto le ipotesi di Miller — questi ultimi siano effettivamente nulli in condizioni di equilibrio generale dei mercati delle azioni e del debito.

Miller ipotizza che {\displaystyle \tau _{\mathrm {PS} }} sia trascurabile, dal momento che il pagamento di imposte sui guadagni in conto capitale può essere differito indefinitamente, fino alla loro realizzazione - così che, ad ogni buon conto, l'imposizione sui guadagni in conto capitale non influisce sulla domanda e offerta di debito. Si consideri dunque il mercato del debito d'impresa nel complesso, ossia dei titoli di debito emessi da tutte le imprese dell'economia, supponendo che il mercato delle azioni emesse da tutte le imprese nell'economia sia in equilibrio (la legge di Walras fa sì che anche il mercato del debito sarà in equilibrio). La funzione di domanda di titoli di debito è inizialmente orizzontale, ossia costante per un livello di tasso di rendimento pari a quello domandato dagli investitori esenti da tassazione ({\displaystyle r_{0}}, che sarà pari al rendimento di equilibrio sul mercato delle azioni, onde escludere un arbitraggio tra i due mercati, come deve essere in condizioni di equilibrio). Una volta esauriti gli investitori esenti da tassazione, il tasso di rendimento domandato sarà più elevato; al fine di compensare gli investitori per la tassazione, sarà infatti pari a:
{\displaystyle {\frac {r_{0}}{1-\tau _{\mathrm {PB} }^{m}}}}
dove {\displaystyle \tau _{\mathrm {PB} }^{m}} è l'aliquota dell'investitore marginale. Il significato dell'espressione sopra è evidente: l'investitore marginale riceverà, al netto delle tasse, esattamente un rendimento pari a {\displaystyle r_{0}} (ossia: {\displaystyle [r_{0}/(1-\tau _{\mathrm {PB} }^{m})]\times (1-\tau _{\mathrm {PB} }^{m})=r_{0}}), così che non troverà conveniente non comprare debito e rivolgersi invece al mercato delle azioni. Questa condizione di indifferenza tra i due mercati da parte dell'investitore marginale è alla base dell'equilibrio nel modello di Miller.
Analogamente si deriva l'offerta di titoli di debito da parte delle imprese. Essa sarà costante per un tasso di rendimento pari a:
{\displaystyle {\frac {r_{0}}{1-\tau _{\mathrm {C} }}}}
La giustificazione dell'espressione sopra è che, ancora una volta, al netto dell'imposizione fiscale l'impresa offre un rendimento pari a quello che predomina in equilibrio nel mercato delle azioni, cioè {\displaystyle r_{0}}.
La condizione di equilibrio del mercato del debito è che domanda e offerta siano uguali; sulla base delle espressioni derivate sopra, ciò significa:
{\displaystyle {\frac {r_{0}}{1-\tau _{\mathrm {C} }}}={\frac {r_{0}}{1-\tau _{\mathrm {PB} }^{m}}}\quad \iff \quad \tau _{\mathrm {C} }=\tau _{\mathrm {PB} }^{m}}
In altre parole, la quantità aggregata di debito presente sul mercato sarà tale che l'aliquota d'imposizione fiscale sui redditi dell'investitore marginale {\displaystyle \tau _{\mathrm {PB} }^{m}} sia esattamente uguale all'aliquota sui redditi d'impresa {\displaystyle \tau _{\mathrm {C} }}. Investitori con aliquote più elevate non deterranno alcun titolo di debito nei loro portafogli.
Si è dunque argomentato che {\displaystyle \tau _{\mathrm {PS} }\approx 0} e che in equilibrio {\displaystyle \tau _{\mathrm {C} }=\tau _{\mathrm {PB} }^{m}}. Sostituendo questi risultati nell'espressione per il valore aggiuntivo creato dal debito, si ottiene:
{\displaystyle V_{\mathrm {U} }=V_{\mathrm {L} }}
ossia, ancora una volta la struttura del capitale è irrilevante, nel senso che, in condizioni di equilibrio del mercato del debito aggregato, essa non crea alcun valore per le imprese.
Il risultato di Miller non gode di ampio sostegno tra in ambito accademico (così come tra i practitioners). Le critiche all'argomentazione di Miller si fondano essenzialmente sul carattere restrittivo delle sue ipotesi.
Un primo aspetto negativo del modello di Miller, ad esempio, è che il risultato di equilibrio viene meno allorché si ammette la possibilità di vendite allo scoperto. Si consideri in particolare il caso di un investitore i, la cui aliquota d'imposizione fiscale sui redditi percepiti dai titoli di debito è minore di quella dell'investitore marginale:
{\displaystyle \ \tau _{\mathrm {PB} }^{i}<\tau _{\mathrm {PB} }^{m}}
Si supponga per un istante che il risultato di Miller sia ancora valido, e che l'investitore i venda allo scoperto un euro di azioni, finanziando così l'acquisto di un euro di titoli di debito. i dovrà, a scadenza dell'investimento, pagare un rendimento {\displaystyle r_{0}} sulle azioni che ha venduto allo scoperto; dai titoli di debito otterrà un rendimento, al netto della tassazione, pari a:
{\displaystyle {\frac {r_{0}}{1-\tau _{\mathrm {PB} }^{m}}}\times (1-\tau _{\mathrm {PB} }^{i})>r_{0}}
Dunque l'investitore i conseguirebbe un profitto strettamente positivo, con un investimento iniziale nullo: si tratta di un perfetto esempio arbitraggio. Da un lato, se una tale possibilità di arbitraggio realmente esistesse, un investitore nelle condizioni di i vorrebbe naturalmente prendere posizioni "infinite" su azioni e titoli di debito, al fine di ottenere un profitto "infinito". Questo però renderebbe impossibile un equilibrio del mercato dei titoli di debito, così che il risultato di Miller, in definitiva, non potrebbe valere. D'altra parte, un modello realistico dovrebbe escludere la situazione in cui si può ottenere qualcosa dal nulla, come nel caso di i qui esposto. In conclusione, se si ammette la possibilità di vendite allo scoperto, il modello di Miller porta a conclusioni paradossali.
Una linea di critica alternativa parte da ipotesi più generali di quelle di Miller. Un esempio è il caso di una struttura dell'imposizione fiscale più sofisticata, in cui è infatti possibile recuperare un risultato di ottimalità della struttura del capitale (DeAngelo e Masulis, 1980); inoltre, rimuovendo l'ipotesi di informazione perfetta, è possibile ottenere una preferenza delle imprese per particolari forme di finanziamento (è la conclusione generale delle teorie del pecking order, si veda sotto, nonché Myers (1984) e Myers e Majluf (1984)).

### Teorie deltrade-off
Le teorie del trade-off della struttura del capitale partono dall'ipotesi che, in presenza di una frizione di qualche forma nei mercati finanziari (cosicché non si ricade nelle ipotesi del teorema di Modigliani-Miller), il debito presenta dei benefici e dei costi per un'impresa. Il trade-off tra costi e benefici determina una struttura ottimale del capitale, corrispondente al livello di indebitamento che eguaglia i benefici marginali ai costi marginali del debito.
Le teorie del trade-off determinano una struttura ottimale del capitale, confrontando i benefici e i costi del debito. Le principali versioni delle teorie del trade-off considerano due tipi di costi e benefici:
1. Costi attesi d'insolvenza e benefici fiscali del debito (Miller e Modigliani (1963); Myers (1977); DeAngelo e Masulis (1980));
2. Costi e benefici d'agenzia della struttura del capitale:
  - Costi d'agenzia dell'equity (Jensen e Meckling (1976);
  - Costi d'agenzia del free cash flow (Jensen (1986)).

#### Costi attesi d'insolvenza
Un esempio, fornito dagli stessi Modigliani e Miller nel loro lavoro del 1963, è dato dal caso del debito in presenza di tassazione: se da un lato la presenza di indebitamento crea dei benefici fiscali per le imprese, poiché i pagamenti sugli interessi sono deducibili, d'altra parte essa aumenta i costi attesi derivanti dall'eventuale insolvenza. Il livello ottimale del debito uguaglierà i benefici marginali ai costi marginali, determinando una struttura del capitale ottimale.
Le teorie del trade-off non si limitano al caso dei benefici fiscali e dei costi d'insolvenza; diversi lavori hanno evidenziati benefici e costi alternativi. Uno dei primi esempi è dato dal lavoro di Myers (1977), che introduce il problema del debt overhang: in presenza di debito, un'impresa che agisce nell'interesse dei propri azionisti potrebbe non sfruttare delle opportunità di investimento aventi un valore attuale netto positivo, poiché parte dei benefici da esse derivanti andrebbero a vantaggio dei creditori dell'impresa, senza alcuna ricaduta positiva per gli azionisti. Ciò costituirebbe un ulteriore costo del debito, che andrebbe ad aggiungersi ai costi attesi d'insolvenza proposti da Miller e Modigliani.
Un esempio stilizzato può rendere più chiara questa argomentazione. Si supponga che un'impresa abbia un progetto d'investimento il cui valore attuale netto è pari a 100 000 euro. Poiché il valore attuale netto è positivo, è efficiente per l'impresa intraprendere l'investimento. Se tuttavia l'impresa ha un deficit patrimoniale pari anch'esso a 100 000 euro (il valore di mercato dell'attivo, ad esempio, è pari a 500 000 euro, mentre il debito è pari a 600 000 euro), tutto il profitto derivante dall'investimento andrà ai suoi creditori, a ripagare il debito. Se il management agisce nell'interesse degli azionisti, non avrà dunque incentivo a intraprendere il progetto d'investimento — che pure sarebbe efficiente — dal momento che questo non apporterà alcun beneficio agli azionisti stessi (ciò accade, in particolare, se il nuovo progetto di investimento deve essere finanziato almeno in parte dagli azionisti).
I casi evidenziati da Miller e Modigliani e Myers non sono gli unici esempi di teorie del trade-off. L'elemento che caratterizza questo insieme di teorie è costituito dalla conclusione che, tramite un trade-off tra benefici e costi attesi del debito, si possa determinare una struttura ottimale del capitale, tale cioè che massimizzi il valore di un'impresa. Questa proposizione distingue le teorie del trade-off dalle teorie del pecking order e del market timing.

#### Teorie basate sui costi d'agenzia
All'interno delle teorie del trade-off è possibile distinguere una sottoclasse di teorie che individuano una struttura ottimale del capitale, basate su modelli d'agenzia. Tali teorie rimuovono l'ipotesi di informazione simmetrica di Modigliani e Miller (1958), così come le teorie del pecking order (si veda sotto); a differenza di queste ultime, fondate principalmente sullo studio di casi di selezione avversa (in inglese adverse selection), le teorie basate sui costi d'agenzia si concentrano su problemi legati all'azzardo morale (oppure azione nascosta; in inglese moral hazard).

##### Jensen e Meckling (1976): costi d'agenzia dell'equitye del debito
L'esempio più classico, e largamente citato, è dovuto a Jensen e Meckling (1976). Essi argomentano come da un lato, tanto maggiore è la percentuale del capitale di rischio (equity) detenuta dal management di un'impresa, tanto più gli incentivi del management saranno allineati con quelli della proprietà, così che si eviteranno comportamenti del management che nuocciono al valore dell'impresa (ad es. costituzione di "imperi" tramite l'acquisizione di altre imprese, uso del jet aziendale, ecc.: tali comportamenti negativi sono noti come costi d'agenzia dell'equity). Portando quest'argomentazione all'estremo, se ne potrebbe concludere che le imprese dovrebbero essere possedute al 100% dai propri manager, e dovrebbero finanziare i propri investimenti interamente con debito.
Le imprese avranno in genere, tuttavia, un rapporto di leva finanziaria inferiore al 100%, a causa costi d'agenzia associati al debito. In particolare, Jensen e Meckling evidenziano il problema del risk shifting, o asset substitution. Dal momento che, per la responsabilità limitata, in caso di fallimento la proprietà di un'impresa non sopporta costi oltre la misura del proprio investimento iniziale, il rischio di fallimento associato a un dato progetto d'investimento è interamente a carico dei creditori.

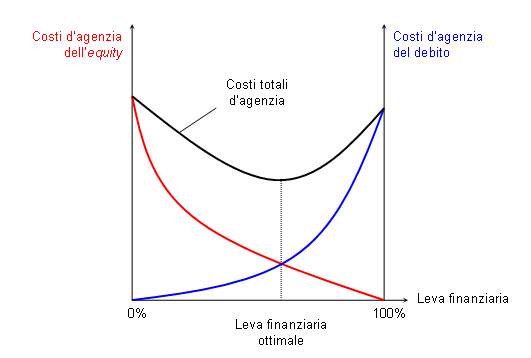
Illustrazione dell'argomentazione di Jensen e Meckling sulla determinazione di una struttura ottimale del capitale tramite la soluzione del trade-off tra costi d'agenzia dell'equity e del debito. I costi totali d'agenzia sono dati dalla somma dei due tipi di costi d'agenzia; la struttura ottimale del capitale corrisponde al livello della leva finanziaria che rende minimi i costi totali d'agenzia. Val la pena di osservare come nel caso illustrato esista un unico minimo; questo discende immediatamente dalla stretta convessità dei costi d'agenzia dellequity e del debito, ipotizzata in figura; in generale la teoria economica non fornisce giustificazioni immediate di tale ipotesi, così che un minimo potrebbe non esistere (per qualche motivo le funzioni di costo potrebbero non essere continue, violando così le condizioni del teorema di Weierstrass, che garantirebbero l'esistenza di un minimo), o non essere unico.

Tanto maggiore sarà il debito, tanto più la proprietà, e il management, avranno incentivo a intraprendere progetti d'investimento più rischiosi: questo perché i creditori sopporteranno il rischio, laddove la proprietà otterrà il guadagno nel caso in cui il progetto vada a buon fine. Creditori "razionali" (nel senso dato al termine nell'ambito dell'economia) incorporeranno questa considerazione nel processo tramite il quale determinano la loro domanda per i titoli di debito di un'impresa, richiedendo uno sconto tanto maggiore quanto maggiore sarà l'incentivo dell'impresa al risk shifting. Poiché il debito sarà più costoso, l'impresa sostiene dunque un costo, associato al problema d'agenzia del risk shifting.
La soluzione del trade-off tra costi d'agenzia dell'equity e del debito determinerà la struttura ottimale del capitale. Questa corrisponderà al livello della leva finanziaria che rende minimi i costi totali d'agenzia, dati dalla somma dei costi d'agenzia dell'equity e del debito.

##### Jensen (1986) e costi d'agenzia delfree cash flow
Un'argomentazione differente, anch'essa basata sull'ipotesi della sussistenza di costi d'agenzia, è quella proposta da Michael Jensen in un noto lavoro del 1986. Jensen parte dall'ipotesi che il management di un'impresa, se ha il controllo su un elevato free cash flow (ossia, quanto rimane del flusso di cassa allorché tutti i progetti d'investimento caratterizzati da un valore attuale netto positivo sono stati intrapresi) ha la tendenza a utilizzare tale risorsa finanziaria per progetti dannosi per l'impresa. Esempi di tali progetti potrebbero essere acquisizioni improduttive o sprechi di vario tipo.
Il debito presenterebbe dunque un beneficio che va al di là dei benefici fiscali evidenziati da Miller e Modigliani (1963) e DeAngelo e Masulis (1980). Nello specifico, costringerebbe il management a una serie di pagamenti fissi di interessi sul debito; in tal modo, andrebbe a ridurre il cash flow liberamente disponibile al management, mitigando i costi d'agenzia rappresentati dai progetti improduttivi che il management potrebbe altrimenti intraprendere.

### Teorie delpecking order
Le teorie del pecking order partono dalla rimozione dell'ipotesi di Modigliani e Miller (1958, 1963) di informazione perfetta. Nello specifico, ipotizzano che il management delle imprese disponga di informazioni più precise riguardo a un qualche aspetto delle prospettive d'investimento delle imprese stesse. La conclusione che unifica le diverse teorie del pecking order è che le imprese preferiranno ricorrere alla forma di finanziamento il cui valore è meno sensibile rispetto alla particolare informazione oggetto dell'asimmetria informativa.
L'esempio più semplice, e che ha dato il via a questo ramo della ricerca sulla struttura del capitale, è fornito da Myers e Majluf (1984): ipotizzando che il management conosca il vero valore delle attività dello stato patrimoniale delle imprese, che sono invece note solo in maniera imprecisa agli investitori e al mercato, le imprese preferiranno finanziare i propri investimenti in primo luogo tramite cash flow generati internamente, quindi tramite debito, e ricorreranno all'emissione di nuove azioni solo come estrema soluzione, laddove nessuna delle alternative precedenti fosse disponibile. L'intuizione alla base di questo risultato può essere espressa come segue.

#### Myers e Majluf (1984): illustrazione intuitiva
Si consideri il confronto tra l'emissione di titoli di debito e nuove azioni (equity). Il finanziamento tramite debito consente di procedere con l'investimento; in caso l'investimento stesso vada a buon fine, i creditori otterranno un pagamento fisso, così che tanto maggiore è il rendimento dell'investimento, tanto maggiore sarà il profitto degli azionisti. Se invece si emettono nuove azioni, i nuovi azionisti parteciperanno, in proporzione al loro investimento, in qualunque guadagno derivante dall'investimento stesso: in altre parole, il profitto degli azionisti originari sarà minore. Dunque solo le imprese che prevedono per i propri investimenti un rendimento non troppo elevato emetteranno nuove azioni — se il rendimento atteso fosse assai elevato, preferirebbero ricorrere al debito, per non doversi trovare a dividere profitti notevoli con i nuovi azionisti.
Il mercato, replicando questo stesso ragionamento, penalizzerà un'emissione di nuove azioni, considerandola un segnale che le prospettive degli investimenti dell'azienda emittente non sono buone. Questo fatto risulta ampiamente verificato empiricamente: il prezzo delle azioni ordinarie di norma perde un 2% in seguito all'emissione di nuovo capitale di rischio, nei mercati USA. Di conseguenza, al fine di evitare una penalizzazione del proprio valore di mercato, le imprese eviteranno di emettere nuove azioni, preferendo il ricorso al debito (questa conclusione, per contro, non è universalmente riconosciuta in letteratura, ad esempio da chi propende per teorie della struttura del capitale diverse dal pecking order).

#### Myers e Majluf (1984): esempio numerico
Un esempio numerico può rendere più chiara l'argomentazione di Myers e Majluf alla base del risultato del pecking order. Si supponga che sul mercato operino imprese "buone", il cui valore è {\displaystyle V_{B}=100}, e "cattive", con valore {\displaystyle V_{C}=50}. Tutte le imprese possono investire 20 in un progetto d'investimento che renderà, con certezza, un profitto pari a 25 (ipotizzando un tasso di sconto nullo, il progetto ha dunque un valore attuale netto positivo, e pari a {\displaystyle 25-20=5}).
Ricorrendo al linguaggio della teoria dei giochi, si può affermare che esiste un equilibrio di Nash con informazione imperfetta caratterizzato da probabilità agli occhi degli investitori:
{\displaystyle \Pr \left(V=V_{B}|{\mbox{Emissione azioni}}\right)=0}
{\displaystyle \Pr \left(V=V_{C}|{\mbox{Emissione azioni}}\right)=1}
e strategie tali per cui:
{\displaystyle V=V_{B}=100\quad \Rightarrow \quad {\mbox{Non emettere azioni}}}
{\displaystyle V=V_{C}=50\quad \Rightarrow \quad {\mbox{Emettere azioni}}}
L'insieme di strategie e probabilità sopra esposto è un equilibrio di Nash se nessun tipo di impresa ha un incentivo a deviare dalla strategia prescritta dall'equilibrio stesso, date le probabilità. Questa condizione può essere verificata come segue. In primo luogo, le imprese "cattive" dovranno emettere una quota di nuove azioni {\displaystyle \alpha } tale che:
{\displaystyle \alpha \times (50+25)=20}
così che l'investimento sia interamente finanziato. Ciò implica α = 20/75 = 0,27. Un'impresa "cattiva" potrebbe deviare dalla propria strategia di equilibrio e non investire. Ciò implicherebbe tuttavia un profitto per gli azionisti esistenti pari a 50, minore del profitto che otterrebbero investendo, dato da:
{\displaystyle (1-\alpha )\times (50+25)=55}
D'altra parte, un'impresa "buona" potrebbe deviare dalla propria strategia di equilibrio e investire, emettendo nuove azioni. In tal caso, date le probabilità di equilibrio, gli investitori la riterrebbero un'impresa "cattiva", così che dovrebbe emettere {\displaystyle \alpha =0,27} anch'essa. Questo implica che investire emettendo nuove azioni è meno conveniente che non investire affatto: infatti, emettendo nuove azioni gli azionisti otterrebbero un profitto pari a:
{\displaystyle (1-\alpha )\times (100+25)=91,67<100}
L'equilibrio così ottenuto descrive un ordine di priorità per le fonti di finanziamento (con termine inglese, un pecking order appunto). In primo luogo, sotto le nostre ipotesi le imprese "buone" non emetteranno nuove azioni; se investono, finanzieranno il proprio investimento tramite una qualche forma di finanziamento alternativa, ad esempio il debito. Secondariamente, l'emissione di nuove azioni rivela agli occhi degli investitori che un'impresa è del tipo "cattivo"; in seguito all'annuncio di un'emissione di nuove azioni dunque, gli investitori rivedranno al ribasso la propria valutazione dell'impresa stessa (questo risultato è coerente con l'evidenza empirica sulle emissioni di nuove azioni nei mercati USA).
Un importante caveat è che non necessariamente l'ordinamento nelle preferenze sulle forme di finanziamento stabilito da Myers e Majluf deve essere rispettato. Nella formulazione più generale della teoria del pecking order, un'impresa finanzierà i propri investimenti ricorrendo alla forma di finanziamento il cui valore è meno sensibile rispetto alla particolare informazione oggetto dell'asimmetria informativa; per particolari tipi di informazione, l'emissione di nuovo capitale di rischio potrebbe risultare preferibile rispetto all'indebitamento.

### Teorie delmarket timing
Le teorie del market timing hanno un più recente sviluppo (sono riconducibili ai lavori di Stein (1996) e Baker e Wurgler (2002)), e partono da posizioni almeno in parte distanti da quelle delle più ortodosse teorie del trade-off e del pecking order. In particolare, l'idea del market timing si fonda sull'ipotesi, presa in prestito dalla letteratura sulla finanza comportamentale, che il mercato possa dare una valutazione non efficiente (nel gergo della disciplina, "irrazionale") delle azioni di un'impresa o del suo debito. Il senso in cui l'"irrazionalità" della valutazione di mercato è da intendersi è che il valore di mercato delle azioni (o del debito) di un'impresa possa non corrispondere a un valore di riferimento, "razionale" appunto, dato dal valore atteso scontato dei flussi di cassa associati alle azioni stesse (o al debito). Non vi è, in generale, un accordo tra gli studiosi riguardo a quest'ultima ipotesi; lo scontro tra i fautori dell'ipotesi di non razionalità e i sostenitori dell'efficienza informativa del mercato assume talvolta toni accesi e quasi ideologici.
La teoria del market timing non si preoccupa di valutare la bontà dell'ipotesi di una valutazione non razionale da parte del mercato, ma semplicemente la prende per buona, e procede con la seguente argomentazione. Si ipotizzi che, in un dato momento, il mercato dia una valutazione esageratamente positiva delle azioni di un'impresa; si supponga inoltre che l'impresa abbia un progetto d'investimento per il quale necessita di raccogliere un finanziamento, in forma di sottoscrizione di nuovo capitale di rischio (che comporterebbe l'emissione sul mercato di nuove azioni) o di debito. Dal momento che il mercato assegna un valore elevato alle azioni dell'impresa, questa troverà conveniente emettere nuove azioni piuttosto che ricorrere al debito. Poiché le azioni di nuova emissione avranno una elevata valutazione ("irrazionale," o inefficiente dal punto di vista informativo, e che dunque non risente degli effetti messi in luce dalla teoria del pecking order), sarà sufficiente emetterne una quantità relativamente ridotta al fine di raccogliere il finanziamento necessario ad effettuare l'investimento, così che gli attuali azionisti dell'impresa vedranno la propria partecipazione diluita in maniera trascurabile. Un ragionamento analogo può essere effettuato, naturalmente, per il caso in cui la valutazione di mercato del debito di un'impresa sia elevata in maniera "irrazionale."
La conclusione dunque è che le decisioni di un'impresa riguardo alla propria struttura del capitale non sarebbero motivate da considerazioni ottimalità (come nel caso della teoria del trade-off), né da preoccupazioni circa l'informazione che una data scelta di finanziamento rivelerebbe al mercato (come nella teoria del pecking order). Esse sarebbero semplicemente guidate da ciò che il mercato, in un dato istante di tempo, preferisce, per motivi non necessariamente "razionali."

## Riscontro empirico delle teorie
Le teorie del trade-off e del pecking order, più datate, sono state sottoposte a un gran numero di verifiche empiriche; sulla più recente teoria del market timing si ha una serie di risultati di carattere preliminare. Qualunque verifica empirica di una teoria della struttura del capitale ha (almeno) due scopi: in primo luogo, valutare se la teoria in questione regge il confronto con il dato empirico, ossia se non è immediatamente falsificata dai dati.
Il secondo scopo di una verifica empirica è più sottile; si è osservato sopra come ciascuna teoria parta dalla rimozione di una qualche ipotesi del teorema di Modigliani-Miller del 1958: la teoria del trade-off ipotizza che vi siano imposizione fiscale e costi d'insolvenza o d'agenzia; la teoria del pecking order si fonda sull'esistenza di asimmetrie informative tra imprese e investitori; la teoria del market timing sull'ipotesi che la valutazione di mercato dei titoli di un'impresa possa discostarsi dal loro valore "razionale". Dal momento che nella pratica è verosimile che più ipotesi di Modigliani-Miller siano violate al contempo, un buon test di una teoria della struttura del capitale dovrebbe essere in grado di appurare l'effettivo potere esplicativo della teoria in questione, paragonata alle altre teorie: in altre parole, il test dovrebbe accertare se la teoria presa in esame contribuisce a spiegare un qualche comportamento delle imprese che non è giustificabile nei termini delle teorie alternative.
Una verifica empirica di una teoria della struttura del capitale è, in genere, un'analisi statistica di dati relativi alle scelte di finanziamento di un campione d'imprese. Le verifiche empiriche studiano, tramite gli strumenti dell'econometria, dati di bilancio delle imprese, e in particolare la loro leva finanziaria, e cercano di metterli in relazione con variabili che corrispondono ai comportamenti predetti dalle diverse teorie. Laddove i risultati su un campione d'imprese siano vicini alle previsioni di una data teoria in maniera statisticamente significativa (intuitivamente, ciò corrisponde al caso in cui la probabilità di affermare una conclusione errata sulla base dei risultati sia ragionevolmente bassa), si ha evidenza favorevole alla teoria in questione; in caso contrario, si ha evidenza incompatibile con teoria in questione, o a essa sfavorevole.
Allo stato attuale, la ricerca empirica sulla struttura del capitale non ha raggiunto un consenso riguardo a quale delle teorie sopra illustrate sia da considerarsi "corretta". Diverse teorie sono in grado di rendere conto di diversi aspetti del comportamento delle imprese, così che la performance empirica di una data teoria dipende in maniera cruciale dal grado in cui le condizioni del test e del set di dati utilizzati per una sua verifica corrispondono alle ipotesi alla base della teoria stessa.

### I benefici fiscali del debito
Graham (2000) considera la tesi di Miller e Modigliani (1963), secondo la quale un'impresa deriverebbe un vantaggio fiscale dall'indebitamento, dal momento che i pagamenti di interessi sono deducibili. Secondo quest'argomentazione, le imprese dovrebbero incrementare il loro indebitamento fino al punto in cui il beneficio marginale del debito è nullo — ossia, fino al punto in cui il beneficio apportato da un dollaro extra di debito è completamente compensato dall'incremento dei costi attesi d'insolvenza, così che non è più conveniente per l'impresa indebitarsi ulteriormente.
L'aspetto ingegnoso del lavoro di Graham è il calcolo del beneficio marginale derivante dall'indebitamento; Graham stima questo valore con un metodo di simulazione basato sull'espressione di Miller (1977, si veda sopra) per il vantaggio fiscale del debito, ottenendo per una qualsiasi impresa una curva del beneficio marginale del debito. La curva dell'impresa tipica è inizialmente orizzontale: per livelli di indebitamento modesti, il vantaggio di un aumento del debito è costante. Raggiunto un dato livello di indebitamento, il beneficio marginale del debito decresce, poiché i costi attesi d'insolvenza si fanno più rilevanti.

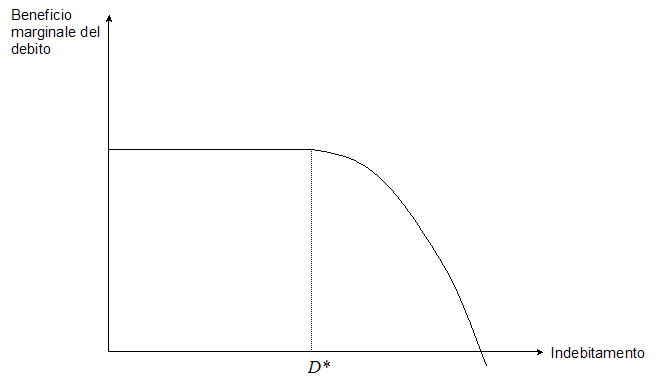
Illustrazione delle curve del beneficio marginale del debito stimate col metodo di simulazione di Graham (2000), basato sulla formula di Miller (1977). La curva tipica è inizialmente piatta: per livelli modesti di indebitamento, ogni dollaro extra di debito apporta lo stesso valore per l'impresa. Sulla base dell'argomentazione di Miller e Modigliani (1963), le imprese dovrebbero indebitarsi almeno fino al livello, in corrispondenza del quale il beneficio marginale del debito diviene decrescente.

Sulla base della tesi di Miller e Modigliani, le imprese dovrebbero indebitarsi almeno fino al punto in cui la loro curva del beneficio marginale del debito inizia a decrescere: fino a quel punto, infatti, incrementare il debito apporta valore. Graham riscontra tuttavia come la gran parte delle imprese del suo campione (imprese quotate sui mercati USA, i cui dati sono ottenuti dal dataset Compustat) ha livelli di debito significativamente inferiori.
Una possibile conclusione è che la tesi di Miller e Modigliani sia errata, e che sussistano ulteriori costi del debito, non presi in considerazione, che rendono ottimale un livello di indebitamento inferiore a quello predetto sulla base delle curve derivate tramite l'espressione di Miller. Una soluzione alternativa è che Graham non abbia considerato voci di bilancio che, pur non essendo debito, hanno una funzione equivalente al debito. È questo il caso dei piani di stock option a favore dei dipendenti, che costituiscono una passività per le imprese; Graham et al. (2004) mostrano come, una volta tenuto conto di tale voce, il livello di indebitamento (in senso generalizzato, includendo i piani di stock option) sia in media più vicino a quello predetto da Miller e Modigliani.

### Test delle teorie delpecking order
La principale conclusione delle teorie del pecking order è che un'impresa ricorrerà a diverse fonti di finanziamento – liquidità generata internamente, debito, ed equity – seguendo un ordine preciso (detto appunto pecking order), legato al grado di asimmetria informativa tra l'impresa e il mercato, nonché all'oggetto dell'asimmetria informativa stessa.
In termini più concreti, il modello di Myers e Majluf (1984) predice che un'impresa finanzierà i propri investimenti in primo luogo tramite risorse finanziarie interne, quindi ricorrendo al debito, e solo una volta che ogni altra fonte di finanziamento è esaurita l'impresa emetterà nuove azioni. La ragione di questa conclusione è che emettere nuove azioni andrebbe a danneggiare gli azionisti esistenti, diluendo la loro quota del profitto derivante dall'investimento; se l'investimento è particolarmente buono, l'impresa rinuncerà a investire piuttosto che diluire la quota degli azionisti esistenti.
Una conseguenza del modello di Myers e Majluf è dunque che l'annuncio di un'emissione di nuove azioni rivela al mercato informazioni circa la qualità degli investimenti che l'impresa intende finanziare tramite il nuovo capitale; nello specifico, tali investimenti saranno di cattiva qualità – caratterizzati, ad esempio, da un valore attuale netto negativo, o comunque troppo modesto. Di conseguenza, in seguito all'annuncio di un'emissione di nuove azioni (detta con termine inglese Seasoned Equity Offering o SEO) il prezzo di mercato delle azioni dell'impresa dovrebbe subire una caduta. Questo risultato gode di un certo riscontro nella pratica, ed è osservato tramite la tecnica econometrica dell'event study.
Un test più diretto della teoria del pecking order nella versione di Myers e Majluf è quello proposto da Myers e Shyam-Sunder (1999), in seguito riproposto e rielaborato, ad es. da parte di Frank e Goyal (2003). Piuttosto che concentrarsi sugli effetti di un annuncio di emissione di nuove azioni sul prezzo di mercato, Myers e Shyam-Sunder osservano che la teoria conclude essenzialmente che, una volta esaurite le fonti di finanziamento interne, le imprese ricorreranno (principalmente) al debito per finanziare i propri investimenti.
Myers e Shyam-Sunder definiscono quindi il deficit finanziario di un'impresa come la differenza tra gli investimenti in un dato anno e le fonti interne di finanziamento disponibili. Se la teoria di Myers e Majluf è corretta, tale ammontare dovrebbe corrispondere al debito di nuova emissione per lo stesso periodo di tempo – in altre parole: la teoria del pecking order spiegherebbe non tanto il livello del debito (questo sarebbe piuttosto il compito della teoria del trade-off), bensì le variazioni del debito. Al fine di testare statisticamente questa proposizione, Myers e Shyam-Sunder stimano il seguente modello di regressione lineare:
{\displaystyle \Delta D_{it}=a+b\mathrm {DEF} _{it}+\varepsilon _{it}}
dove {\displaystyle \Delta D_{it}} denota le emissioni di debito per l'impresa i-esima nell'anno t, e {\displaystyle \mathrm {DEF} _{it}} il deficit finanziario dell'impresa. Se la teoria di Myers e Majluf è corretta, la statistica {\displaystyle \mathrm {R} ^{2}} associata a questa regressione sarà prossima al 100%, ossia le emissioni di debito saranno interamente spiegate dal deficit finanziario; inoltre il coefficiente di regressione {\displaystyle a} dovrebbe essere uguale a zero, e {\displaystyle b} pari a 1.
Myers e Shyam-Sunder riscontrano statistiche {\displaystyle \mathrm {R} ^{2}} tra il 68% e l'86%, con stime dei coefficienti {\displaystyle b} prossime a 1, ma inferiori a 1 in maniera statisticamente significativa. Questo conferebbe almeno in parte la teoria del pecking order; resta tuttavia da determinare quale variabile o quali variabili spieghino la restante parte della variabilità delle emissioni di debito.

### Trade-offepecking orderal confronto nei mercati USA
Un test assai citato è condotto da Fama e French (2002). Fama e French confrontano la teoria del trade-off e la teoria del pecking order, sulla base di un campione di imprese quotate sui mercati statunitensi (imprese ricomprese nel dataset Compustat, largamente utilizzato negli studi empirici di finanza). I loro risultati sono parzialmente in accordo con entrambe le teorie, ma offrono al contempo alcuni risultati incompatibili con entrambe.
In primo luogo, Fama e French osservano come la leva finanziaria delle imprese tenda a convergere nel lungo periodo a un valore fisso, dal quale si discosta solo temporaneamente. Questo sarebbe compatibile con la teoria del trade-off: il valore fisso sarebbe il valore ottimale della leva finanziaria, a cui le imprese tenderebbero a convergere. D'altra parte, la velocità con cui avviene la convergenza è considerata da Fama e French troppo modesta per considerare questo effetto come economicamente rilevante.
Per contro, Fama e French riscontrano come le imprese con maggiori profitti abbiano una leva finanziaria minore; questo risultato sarebbe compatibile con l'ipotesi del pecking order: imprese con maggiori profitti preferirebbero ricorrere alla cassa per finanziare i propri investimenti, piuttosto che a finanziamenti esterni (il debito, in questo caso), per evitare l'effetto negativo sul loro valore di mercato che consegue a un'emissione di debito (previsione compatibile con l'argomentazione di Myers e Majluf (1984), per quanto gli effetti di un'emissione di debito sarebbero comunque inferiori a quelli di un'emissione di equity). Il risultato sarebbe inoltre incompatibile con la teoria del trade-off, in base alla quale imprese più profittevoli, avendo più da guadagnare dai benefici fiscali del debito, dovrebbero avere una leva finanziaria più elevata.
Infine, Fama e French osservano dei fatti incompatibili con entrambe le teorie. Da un lato, l'evidenza a favore della teoria del pecking order citata sopra sembrerebbe contraddire la teoria del trade-off; d'altro canto, Fama e French riscontrano inoltre come la teoria del pecking order non sia in grado di giustificare il fatto che, negli anni più recenti del campione, numerose imprese sono finanziate interamente tramite equity, senza alcun ricorso al debito.

### L'evidenza dei mercati non USA
Rajan e Zingales (1995) conducono un test su dati internazionali, relativi ai paesi del G7. Questi studiosi riscontrano come alcuni risultati ottenuti su imprese quotate nei mercati statunitensi si ritrovino nel campione internazionale. Risulta tuttavia poco chiaro se le spiegazioni date a tali fatti stilizzati sulla base di dati relativi a imprese quotate sui mercati USA siano adeguate al caso dei mercati internazionali.
Ad esempio, imprese con maggiore leva finanziaria sono caratterizzate da un più elevato rapporto valore di libro-valore di mercato delle azioni. La spiegazione di questo risultato proposta per il mercato americano si basa su un'argomentazione di Fama e French (1992), che ipotizzano che il valore di mercato delle azioni sconti un rischio d'insolvenza, associato a una leva finanziaria più elevata.
Rajan e Zingales, tuttavia, osservano come, se questo fosse vero, l'effetto riscontrato dovrebbe essere ancora più rilevante tra le imprese con una leva finanziaria più elevata. Dal momento che, per contro, il risultato sembrerebbe essere pertinente soltanto alla proporzione del campione composta da imprese aventi leva finanziaria meno elevata, la spiegazione di Fama e French non sarebbe valida.
Una spiegazione alternativa è che le imprese emettano equity, ossia nuove azioni, andando a ridurre la propria leva finanziaria, allorché il valore di mercato delle azioni è più elevato (e di conseguenza il rapporto valore di libro-valore di mercato più basso); questa spiegazione giustificherebbe i risultati di Rajan e Zingales, e appare compatibile con la teoria del market timing (che tuttavia non era ancora stata sviluppata all'epoca del lavoro di Rajan e Zingales, nel 1995).

### Risultati sulle teorie delmarket timing
I primi lavori sulla(e) teoria(e) del market timing hanno un carattere spiccatamente empirico, e riportano evidenza favorevole alla teoria stessa. Baker e Wurgler (2002) riscontrano come la struttura del capitale delle imprese sia largamente spiegata da una variabile che battezzano "media ponderata del finanziamento esterno" (in inglese, external finance weighted-average, EFWA); quest'ultima misura è definita come:
{\displaystyle \left({\frac {M}{B}}\right)_{\mathrm {EFWA} ,t}=\sum _{s=0}^{t}{\frac {e_{s}+d_{s}}{\sum _{r=0}^{t}e_{r}+d_{r}}}\left({\frac {M}{B}}\right)_{s}}
dove {\displaystyle e_{t}} e {\displaystyle d_{t}} denotano le emissioni nette di equity e debito, e {\displaystyle M/B} è il rapporto valore di mercato-valore di libro delle azioni di un'impresa, o Q di Tobin. L'intuizione sottostante a tale misura è che essa (i) riassume l'evoluzione storica del rapporto Q di Tobin per un'impresa, e (ii) attribuisce un peso maggiore ai valori Q di Tobin corrispondenti agli anni in cui l'impresa ha fatto più intensamente ricorso a fonti esterne di finanziamento (equity o debito).
I risultati di Baker e Wurgler indicano come la EFWA spieghi in maniera statisticamente ed economicamente significativa il rapporto equity-to-assets tra valore di libro delle azioni e totale attivo dello Stato Patrimoniale delle imprese, assunto quale misura con cui un'impresa ricorre al finanziamento tramite equity, ossia emissioni azionarie. Il significato di questo risultato è che l'evoluzione storica del rapporto Q di Tobin spiega la struttura del capitale corrente di un'impresa; in altri termini, il capitale di un'impresa sarà costituito per una percentuale più elevata da equity se storicamente le azioni dell'impresa hanno avuto un elevato valore di mercato: è, ovviamente, la tesi del market timing.
Welch (2002) giunge a una conclusione opposta rispetto a Baker e Wurgler. In particolare, Welch mostra come il management delle imprese non riesca ad adattare rapidamente la struttura del capitale in risposta a shock esogeni dei rendimenti di mercato delle azioni. La struttura del capitale delle imprese appare il risultato dell'evoluzione dei rendimenti delle azioni, che varierebbe, in maniera fuori dal controllo del management, la componente di equity del capitale; il management non sarebbe in grado di portare avanti una strategia attiva di market timing.

### Il comportamento dei manager nella pratica
Un approccio alternativo ai test empirici presentati sopra è quello seguito da Graham e Harvey (2001, 2002). Graham e Harvey conducono un sondaggio tra i direttori finanziari (utilizzando la sigla inglese, CFO – Chief Financial Officer) di un campione di imprese quotate sui mercati USA, nel tentativo di valutare fino a che punto i criteri decisionali utilizzati dai CFO nella pratica corrispondono a quanto previsto dalla teoria economica.
I risultati di Graham e Harvey evidenziano alcune differenze tra la teoria e la pratica della finanza aziendale. In particolare, le risposte al sondaggio date dai CFOs indicano come questi basino le proprie decisioni su criteri euristici o informali, che non sempre rispecchiano le indicazioni normative della teoria economica.
I principali fattori alla base della politica sull'indebitamento risultano essere, ad esempio, l'obiettivo di mantenere una buona flessibilità finanziaria, nonché quello di conservare un buon rating, o merito di credito. Alcuni risultati sembrerebbero poi puntare nella direzione indicata dalla teoria del market timing: quando emettono nuove azioni, le imprese sembrano preoccupate soprattutto dell'andamento recente del loro valore di mercato.
Sebbene Graham e Harvey riscontrino evidenza parzialmente favorevole all'ipotesi del pecking order, dai risultati del sondaggio si evince come i CFO non si preoccupino di effetti quali l'asset substitution (Jensen e Meckling, 1976), i costi d'agenzia del free cash flow (Jensen, 1986), problemi di tassazione degli azionisti o dei creditori, asimmetrie informative o altre simili questioni di carattere teorico. Gli effetti di tali problemi possono essere incorporati nei prezzi delle azioni e dei titoli di debito delle imprese, così che, ancorché indirettamente, rientrino comunque nelle decisioni del management; Graham e Harvey tuttavia non testano questa ipotesi.

### Teorema di Modigliani-Miller e irrilevanza della struttura del capitale
- Franco Modigliani e Merton Miller, The Cost of Capital, Corporate Finance, and the Theory of Investment, in American Economic Review, vol. 48, n. 3, 1958,  pp. 261-297.
- Merton Miller e Franco Modigliani, Corporate Income Taxes and the Cost of Capital: A Correction, in American Economic Review, vol. 53, n. 3, 1963,  pp. 433-443.
- Merton Miller, Debt and Taxes, in Journal of Finance, vol. 32, n. 2, 1977,  pp. 261-275.

### Teorie deltrade-off
- Harry DeAngelo e Ronald W. Masulis, Leverage and Dividend Irrelevancy Under Corporate and Personal Taxation, in Journal of Finance, vol. 35, n. 2, 1980,  pp. 253-264.
- Michael Jensen e William H. Meckling, Theory of the Firm: Managerial Behavior, Agency Costs and Ownership Structure, in Journal of Financial Economics, vol. 3, n. 4, 1976,  pp. 305-360.
- Michael Jensen, Agency Costs of Free Cash Flow, Corporate Finance, and Takeovers, in American Economic Review, vol. 76, n. 2, 1986,  pp. 323-329.
- Stewart C. Myers, Determinants of Corporate Borrowing, in Journal of Financial Economics, vol. 5, n. 2, 1977,  pp. 147-175.

### Teorie delpecking-order
- George A. Akerlof, The Market for 'Lemons': Quality Uncertainty and the Market Mechanism, in Quarterly Journal of Economics, vol. 84, n. 3, 1970,  pp. 488-500.
- Stewart C. Myers, The Capital Structure Puzzle, in Journal of Finance, vol. 39, n. 3, 1984,  pp. 575-592.
- Stewart C. Myers e Nicholas J. Majluf, Corporate Financing and Investment Decision When Firms Have Information That Investors Do Not Have, in Journal of Financial Economics, vol. 13, n. 2, 1984,  pp. 187-221.

### Teorie delmarket timing
- Malcolm Baker e Jeffrey Wurgler, Market Timing and Capital Structure, in Journal of Finance, vol. 57, n. 1, 2002,  pp. 1-32.
- Jeremy Stein, Rational Capital Budgeting in an Irrational World, in Journal of Business, vol. 69, n. 4, 1996,  pp. 429-455.

### Verifiche empiriche

#### Risultati generali
- Eugene Fama, Efficient Capital Markets: A Review of the Theory and Empirical Work, in Journal of Finance, vol. 25, n. 2, 1970,  pp. 383-417.
- Eugene Fama, Market Efficiency, Long-Term Returns, and Behavioral Finance, in Journal of Financial Economics, vol. 49, n. 3, 1998,  pp. 283-306.
- Eugene Fama e Kenneth R. French, The Cross-Section of Expected Stock Returns, in Journal of Finance, vol. 47, n. 2, 1992,  pp. 427-465.
- John R. Graham e Campbell R. Harvey, The Theory and Practice of Corporate Finance: Evidence from the Field, in Journal of Financial Economics, vol. 60, n. 2, 2001,  pp. 187-243.
- John R. Graham e Campbell R. Harvey, How Do CFOs Make Capital Budgeting and Capital Structure Decisions?, in Journal of Applied Corporate Finance, vol. 15, n. 1, 2002.
- Raghuram Rajan e Luigi Zingales, What Do We Know About Capital Structure? Some Evidence From International Data, in Journal of Finance, vol. 50, n. 5, 1995,  pp. 1421-1460.
- Sheridan Titman, The Modigliani and Miller Theorem and the Integration of Financial Markets, in Financial Management, vol. 31, n. 1, 2002,  pp. 101-115.
- Ivo Welch, Common Flaws in Empirical Capital Structure Research, in Working paper, Brown University e NBER, 2008.

#### Teorie deltrade-off
- Eugene Fama e Kenneth French, Taxes, Financing Decisions, and Firm Value, in Journal of Finance, vol. 53, n. 3, 1998,  pp. 819-843.
- Eugene Fama e Kenneth French, Testing Trade-Off and Pecking Order Predictions About Dividends and Debt, in Review of Financial Studies, vol. 15, n. 1, 2002,  pp. 1-33.
- John R. Graham, How Big Are the Tax Benefits of Debt?, in Journal of Finance, vol. 55, n. 5, 2000,  pp. 1901-1941.
- John R. Graham e Mark H. Lang e Douglas A. Shackelford, Employee Stock Options, Corporate Taxes, and Debt Policy, in Journal of Finance, vol. 59, n. 4, 2004,  pp. 1585-1618.
- Ronald W. Masulis, The Effects of Capital Structure Change on Security Prices: A Study of Exchange Offers, in Journal of Financial Economics, vol. 8, n. 2, 1980,  pp. 139-178.

#### Teorie delpecking order
- Paul Asquith e David W. Mullins, Jr., Equity Issues and Offering Dilution, in Journal of Financial Economics, vol. 15, n. 1, 1986,  pp. 61-89.
- Robert S. Chirinko e Anuja R. Singha, Testing Static Tradeoff Against Pecking Order Models of Capital Structure: A Critical Comment, in Journal of Financial Economics, vol. 58, n. 4, 2000,  pp. 417-425.
- Murray F. Frank e Vidhan K. Goyal, Testing the Pecking Order Theory of Capital Structure, in Journal of Financial Economics, vol. 67, n. 2, 2003,  pp. 217-248.
- Eugene F. Fama e Kenneth R. French, Financing Decisions: Who Issues Stock?, in Journal of Financial Economics, vol. 76, n. 5, 2005,  pp. 549-582.
- Mark T. Leary e Michael R. Roberts, The Pecking Order, Debt Capacity and Information, in Wharton School Working Paper 33-05, 2005.
- Stewart C. Myers e Lakshmi Shyam-Sunder, Testing Static Tradeoff Against Pecking Order Models of Capital Structure, in Journal of Financial Economics, vol. 51, n. 2, 1999,  pp. 219-244.

#### Teorie delmarket timing
- Malcolm Baker e Jeffrey Wurgler, The Equity Share of New Issues and Aggregate Stock Returns, in Journal of Finance, vol. 55, n. 5, 2000,  pp. 2219-2257.
- Malcolm Baker, Robin Greenwood e Jeremy Wurgler, The Maturity of Debt Issues and Predictable Variation in Bond Returns, in Journal of Financial Economics, vol. 70, n. 2, 2003,  pp. 261-291.
- Dirk Jenter, Market Timing and Managerial Portfolio Decisions, in Journal of Finance, vol. 60, n. 4, 2004,  pp. 1903-1949.
- Ivo Welch, Columbus' Egg: The Real Determinant of Capital Structure, in NBER Working Paper 8782, 2002.

### Manualistica e rassegne della letteratura
- Baker, Malcolm, Richard S. Ruback e Jeffrey Wurgler. Behavioral Corporate Finance, (in inglese). in Handbook of Corporate Finance: Empirical Corporate Finance (a cura di B. Espen Ebcko). Elsevier/North Holland, 2006.
- (EN) Patrick Bolton e Mathias Dewatripont, Contract Theory, Cambridge, MA, MIT Press, 2005, ISBN 0-262-02576-0.
- (EN) Richard A. Brealy e Stewart C. Myers; Franklin Allen, Principles of Corporate Finance, New York, McGraw-Hill Irwin, 2006, ISBN 0-07-295723-9.
- (EN) Murray Z. Frank e Vidhan K. Goyal, Tradeoff and Pecking Order Theories of Debt, in B. Espen Ebcko (a cura di), Handbook of Corporate Finance: Empirical Corporate Finance, Elsevier/North Holland, 2006.
- Milton Harris e Artur Raviv, The Theory of Capital Structure, in Journal of Finance, vol. 46, n. 1, 1991,  pp. 297-355.
- (EN) Jean Tirole, The Theory of Corporate Finance, Princeton, Princeton University Press, 2006, ISBN 0-691-12556-2.